# Mayor Drummond

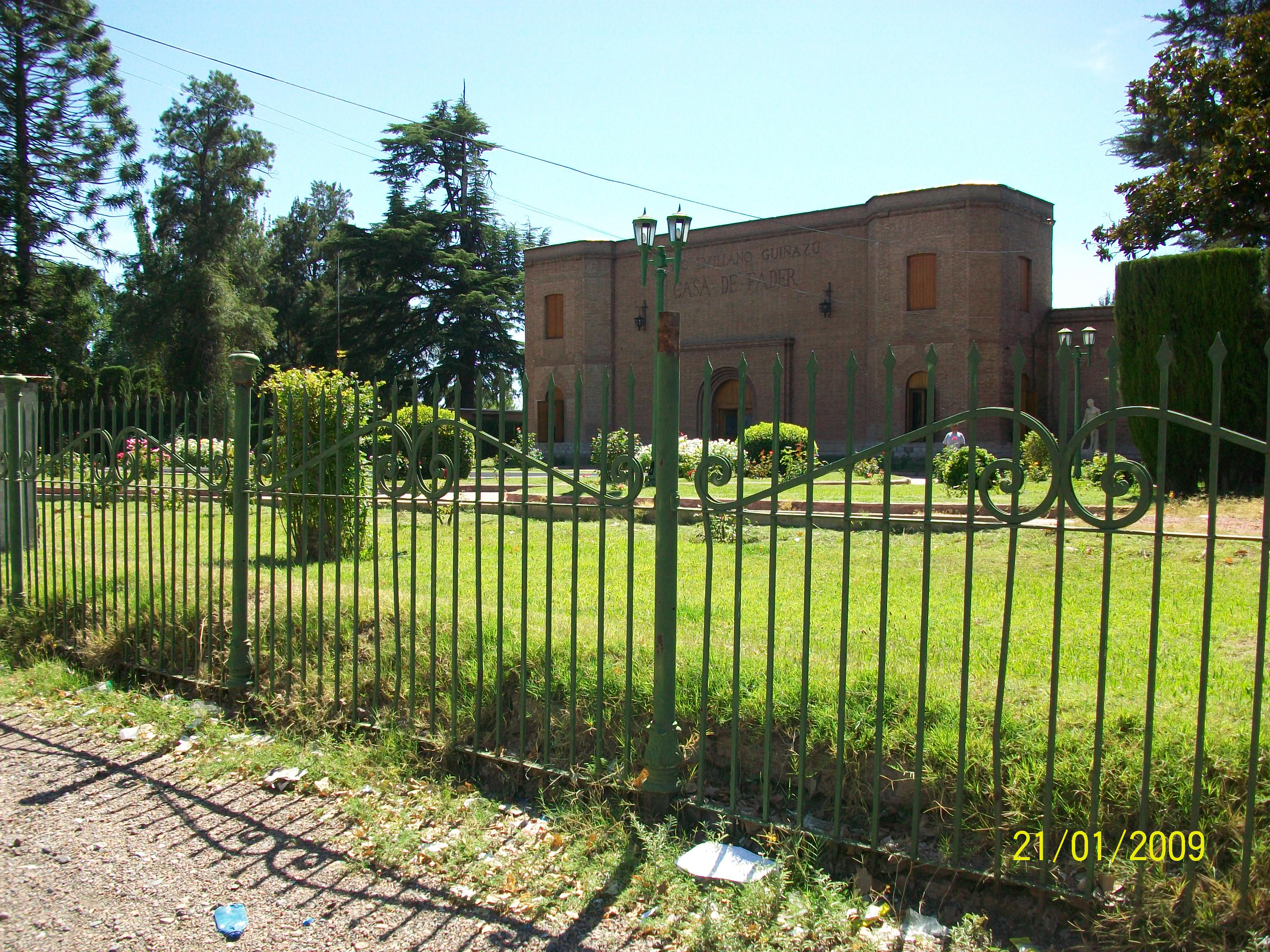
Casa de Fader, sede del Museo Provincial de Bellas Artes Emiliano Guiñazú.

Mayor Drummond es el distrito de menor superficie del departamento Luján de Cuyo de la provincia de Mendoza, Argentina. Forma parte del aglomerado del Gran Mendoza dentro del componente de la ciudad de Luján de Cuyo.
Limita al norte con el distrito Carrodilla -calles Araoz y Almirante Brown-, al este con el departamento Maipú -calle Vieytes-, al sur con el distrito de la ciudad de Luján de Cuyo -calles Pellegrini, Vicente Vargas y otras-, y al oeste con el distrito Chacras de Coria, del cual está separado por el canal Cacique Guaymallén sobre el que hay un puente.
El distrito es atravesado de sur a norte por la ruta nacional n.º 40, que en el sector es parte de la autopista de acceso sur a la ciudad de Mendoza. La principal avenida de Luján de Cuyo, la avenida San Martín, atraviesa el distrito comunicando al norte con Carrodilla y al sur con la ciudad de Luján de Cuyo. El desactivado ramal del Ferrocarril General San Martín integrante del circuito Luján de Cuyo atraviesa el distrito de norte a sur, encontrándose en él la estación Mayor Drummond. Se prevé que el ramal en el distrito forme parte del Metrotranvía de Mendoza en una futura ampliación que incluye un cambio de ancho de vía.
El área forma parte de la zona de producción vitivinícola especializada en Malbec, que tiene la denominación de origen controlada Luján de Cuyo. Tienen sede en el distrito varias bodegas, entre ellas Lagarde y Luigi Bosca, que son incluidas en un circuito turístico denominado Camino del Vino Luján de Cuyo.
En Mayor Drummond se encuentra desde 1951 el Museo Provincial de Bellas Artes Emiliano Guiñazú–Casa Fader, declarado Patrimonio Cultural de la provincia de Mendoza en 1998, y que cuenta con colecciones y exposiciones de artistas y pintores mendocinos y nacionales, destacando una colección de Fernando Fader.

## Toponimia
El distrito lleva el nombre del sargento mayor de Marina Francisco Drummond, de origen escocés, fue uno de los capitanes de acreditado valor y pericia del almirante Guillermo Brown en la guerra contra el Imperio del Brasil. Murió en el combate de Monte Santiago del 7 y 8 de abril de 1827.

## Parroquias de la Iglesia Católica
| Arquidiócesis | Mendoza             |
| ------------- | ------------------- |
| Parroquia     | Santa María Goretti |